# Look Sharp! (Roxette-Album)
Look Sharp! ist das zweite Studioalbum von Roxette. Es wurde im Oktober 1988 bei EMI veröffentlicht und bedeutete den Durchbruch für die Band.

## Entstehung
Das Album wurde von März bis August 1988 in den EMI-Studios in Stockholm und den Trident-II-Studios in London aufgenommen. Die vier Singles The Look, Dressed for Success, Dangerous und Listen to Your Heart entwickelten sich zu weltweiten Hits. Obwohl der Titel des Albums bereits 1979 von Joe Jackson verwendet worden war, gefiel er Per Gessle, und er verwendete ihn erneut.

## Titelliste
| Nr. | Titel                       | Länge |
| --- | --------------------------- | ----- |
| 1.  | The Look                    | 3:57  |
| 2.  | Dressed for Success         | 4:09  |
| 3.  | Sleeping Single             | 4:37  |
| 4.  | Paint                       | 3:30  |
| 5.  | Dance Away                  | 3:24  |
| 6.  | Cry                         | 5:19  |
| 7.  | Chances                     | 4:57  |
| 8.  | Dangerous                   | 3:48  |
| 9.  | Half a Woman, Half a Shadow | 3:35  |
| 10. | View From a Hill            | 3:40  |
| 11. | (I Could Never) Give You Up | 3:57  |
| 12. | Shadow of a Doubt           | 4:14  |
| 13. | Listen to Your Heart        | 5:28  |

Das Album wurde auch auf Kompaktkassette veröffentlicht. Der Titel „(I Could Never) Give You Up“ ist dort allerdings, ebenso wie auf der LP, nicht enthalten.

## Rezensionen
Bryan Buss von Allmusic schrieb, Roxette seien mit Look Sharp! auf dem „Pop-Radar-Schirm explodiert“. Auf der Website wurde das Album mit viereinhalb von fünf Sternen bewertet.

## Kommerzieller Erfolg

### Chartplatzierungen
| ChartsChartplatzierungen       | Höchstplatzierung | Wochen |
| ------------------------------ | ----------------- | ------ |
| Deutschland (GfK)              | 7 (97 Wo.)        | 97     |
| Österreich (Ö3)                | 3 (56 Wo.)        | 56     |
| Schweden (GLF)                 | 1 (21 Wo.)        | 21     |
| Schweiz (IFPI)                 | 2 (26 Wo.)        | 26     |
| Vereinigte Staaten (Billboard) | 23 (71 Wo.)       | 71     |
| Vereinigtes Königreich (OCC)   | 4 (53 Wo.)        | 53     |

| ChartsJahrescharts (1989) | Platzierung |
| ------------------------- | ----------- |
| Deutschland (GfK)         | 38          |
| Österreich (Ö3)           | 17          |
| Schweiz (IFPI)            | 4           |

| ChartsJahrescharts (1990) | Platzierung |
| ------------------------- | ----------- |
| Deutschland (GfK)         | 11          |
| Österreich (Ö3)           | 10          |

### Auszeichnungen für Musikverkäufe
| Land/Region                  | Auszeichnungen für Musikverkäufe (Land/Region, Auszeichnung, Verkäufe) | Verkäufe  |
| ---------------------------- | ---------------------------------------------------------------------- | --------- |
| Australien (ARIA)            | 3× Platin                                                              | 210.000   |
| Dänemark (IFPI)              | Gold                                                                   | 10.000    |
| Deutschland (BVMI)           | 2× Platin                                                              | 1.000.000 |
| Finnland (IFPI)              | Platin                                                                 | 54.376    |
| Kanada (MC)                  | 6× Platin                                                              | 600.000   |
| Neuseeland (RMNZ)            | 2× Platin                                                              | 40.000    |
| Niederlande (NVPI)           | Gold                                                                   | 50.000    |
| Österreich (IFPI)            | 2× Platin                                                              | 100.000   |
| Schweden (IFPI)              | 3× Platin                                                              | 300.000   |
| Schweiz (IFPI)               | 4× Platin                                                              | 200.000   |
| Spanien (Promusicae)         | Platin                                                                 | 100.000   |
| Vereinigte Staaten (RIAA)    | Platin                                                                 | 1.000.000 |
| Vereinigtes Königreich (BPI) | Platin                                                                 | 300.000   |
| Insgesamt                    | 2× Gold · 26× Platin ·                                                 | 3.964.376 |

Hauptartikel: Roxette/Auszeichnungen für Musikverkäufe